# Le Clan Morembert
Le Clan Morembert est un roman policier de Charles Exbrayat paru en 1970. Il s’agit du premier roman ayant pour héros le commissaire Léonce Cernil.

## Résumé
En Ardèche, le commissaire Léonce Cernil « cherche à retrouver l'automobiliste qui a écrasé une jeune mère célibataire. S'il déniche le père de l'enfant de la victime, il touchera au but, mais le clan Morembert, une famille d'industriels qui tient la ville sous son emprise, s'efforce pas tous le moyens de préserver ses secrets ».

## Particularités du roman
Comme dans Au « Trois Cassoulets », deuxième enquête de Léonce Cernil, Le Clan Morembert « met en œuvre des drames paysans ».

## Éditions
- Librairie des Champs-Élysées, coll. « Le Masque » no 1098, 1970 (BNF 35145667) ;
- LGF, coll. « Le Livre de poche policier » no 4008, 1974  (ISBN 2-253-00244-5) ;
- Librairie des Champs-Élysées, coll. « Club des Masques » no 520, 1984  (ISBN 2-7024-1521-0) ;
- Dans le volume omnibus Les Douceurs provinciales, Librairie des Champs-Élysées, coll. « Les Intégrales du Masque . Exbrayat » no 4, 1996  (ISBN 2-7024-2533-X).

## Sources
- Jacques Baudou et Jean-Jacques Schleret, Le Vrai Visage du Masque, vol. 1, Paris, Futuropolis, 1984, 476 p. (OCLC 311506692), p. 183.
- Claude Mesplède (dir.), Dictionnaire des littératures policières, vol. 1 : A - I, Nantes, Joseph K, coll. « Temps noir », 2007, 1054 p. (ISBN 978-2-910-68644-4, OCLC 315873251), p. 690-693
- Jean Tulard, Dictionnaire du roman policier : 1841-2005. Auteurs, personnages, œuvres, thèmes, collections, éditeurs, Paris, Fayard, 2005, 768 p. (ISBN 978-2-915793-51-2, OCLC 62533410), p. 742.